# Selaginella nubigena
Selaginella nubigena är en mosslummerväxtart som beskrevs av Jacobus Petrus Roux. Selaginella nubigena ingår i släktet mosslumrar, och familjen mosslummerväxter. Inga underarter finns listade i Catalogue of Life.